# زليخة روبنسون
زليخة روبنسون (بالإنجليزية: Zuleikha Robinson)‏ هي ممثلة بريطانية، ولدت في 29 يونيو 1977 بلندن في المملكة المتحدة.

## أعمال

### أفلام
- (2004) تاجر البندقية
- (2004) هيدالغو[6]
- (2006) السمي[7]

### مسلسلات
- الضياع

## وصلات خارجية
- زليخة روبنسون على موقع IMDb (الإنجليزية)
- زليخة روبنسون على موقع ألو سيني (الفرنسية)
- زليخة روبنسون على موقع أول موفي (الإنجليزية)
- زليخة روبنسون على موقع قاعدة بيانات الأفلام السويدية (السويدية)
- زليخة روبنسون على موقع قاعدة بيانات الفيلم (الإنجليزية)
- زليخة روبنسون على موقع كينوبويسك (الروسية)